# بيبودي (ماساتشوستس)
بيبودي (بالإنجليزية: Peabody, Massachusetts)‏ هي مدينة تقع في الولايات المتحدة في مقاطعة إسكس. يقدر عدد سكانها بـ 51,251 نسمة ومساحتها 43.5 كم2 وترتفع عن سطح البحر 5 متر. ويعود اسم المدينة نسبةً إلى جورج بيبودي وهو من رواد الأعمال الخيرية الشهيرين. فقد تم تغيير اسم المدينة بتاريخ 30 أبريل عام 1868، والتي كانت تُعرف قبل ذاك باسم «ساوث دانفرز».

## التركيبة السكانية
حدّد مكتب تعداد الولايات المتحدة بيانات التركيبة السكانية لبيبودي في تعداد الولايات المتحدة. في ما يلي، التركيبة السكانية حسب تعدادي 2000 و2010.

### تعداد عام 2000
بلغ عدد سكان بيبودي 48,129 نسمة بحسب تعداد عام 2000، وبلغ عدد الأسر 18,581 أسرة وعدد العائلات 12,981 عائلة مقيمة في المدينة. في حين سجلت الكثافة السكانية 1,105.7 نسمة لكل كيلومتر مربع (2,863.7/ميل2). وبلغ عدد الوحدات السكنية 18,898 وحدة بمتوسط كثافة قدره 434.1 لكل كيلومتر مربع (1,124.3/ميل2).
وتوزع التركيب العرقي للمدينة بنسبة 93.92% من البيض و0.97% من الأمريكيين الأفارقة و0.12% من الأمريكيين الأصليين و1.39% من الأمريكيين ذوي الأصول الآسيوية و0.01% من سكان جزر المحيط الهادئ و1.83% من الأعراق الأخرى و1.76% من عرقين مختلطين أو أكثر و3.43% من الهسبانيون أو اللاتينيون من أي عرق.
بلغ عدد الأسر 18,581 أسرة كانت نسبة 32.2% منها لديها أطفال تحت سن الثامنة عشر تعيش معهم، وبلغت نسبة الأزواج القاطنين مع بعضهم البعض 55.9% من أصل المجموع الكلي للأسر، ونسبة 10.4% من الأسر كان لديها معيلات من الإناث دون وجود شريك،  بينما كانت نسبة 3.5% من الأسر لديها معيلون من الذكور دون وجود شريكة وكانت نسبة 30.1% من غير العائلات. تألفت نسبة 25.4% من أصل جميع الأسر من عدة أفراد يعيشون في نفس المنزل ونسبة 12.2% كانت تتألف من شخص يعيش بمفرده يبلغ من العمر 65 عاماً أو أكثر. وبلغ متوسط حجم الأسرة المعيشية 2.55، أما متوسط حجم العائلات فبلغ 3.09.
بلغ العمر الوسطي للسكان 40.3 عاماً. وكانت نسبة 22.1% من القاطنين تحت سن الثامنة عشر، وكانت نسبة 6.1% بين الثامنة عشر والرابعة والعشرين عاماً، ونسبة 29.3% كانت واقعةً في الفئة العمرية ما بين الخامسة والعشرين والرابعة والأربعين عاماً، ونسبة 24.6% كانت ما بين الخامسة والأربعين والرابعة والستين، ونسبة 16.4% كانت ضمن فئة الخامسة والستين عاماً فما فوق. يوجد لكل 100 أنثى 92.9 ذكر، ويوجد لكل 100 أنثى في الثامنة عشر من عمرها فما فوق 90.0 ذكر.
بلغ متوسط دخل الأسرة في المدينة 54,829 دولارًا، أما متوسط دخل العائلة فبلغ 65,483 دولارًا. وكان متوسط دخل الذكور 44,192 دولارًا مقابل 32,152 دولارًا للإناث. وسجل دخل الفرد الخاص بالمدينة 24,827 دولارًا. وكانت نسبة 3.7% من العائلات ونسبة 5.3% من السكان تحت خط الفقر، وكان من هؤلاء نسبة 5.7% تحت سن الثامنة عشر ونسبة 7.4% في الخامسة والستين من العمر وما فوق.

### تعداد عام 2010
بلغ عدد سكان بيبودي 51,251 نسمة بحسب تعداد عام 2010، وبلغ عدد الأسر 21,313 أسرة وعدد العائلات 13,396 عائلة مقيمة في المدينة. في حين سجلت الكثافة السكانية 1,177.4 نسمة لكل كيلومتر مربع (3,049.5/ميل2). وبلغ عدد الوحدات السكنية 22,220 وحدة بمتوسط كثافة قدره 510.5 لكل كيلومتر مربع (1,322.2/ميل2).
وتوزع التركيب العرقي للمدينة بنسبة 90.37% من البيض و2.35% من الأمريكيين الأفارقة و0.18% من الأمريكيين الأصليين و1.87% من الأمريكيين ذوي الأصول الآسيوية و0.01% من سكان جزر المحيط الهادئ و3.62% من الأعراق الأخرى و1.60% من عرقين مختلطين أو أكثر و6.27% من الهسبانيون أو اللاتينيون من أي عرق.
بلغ عدد الأسر 21,313 أسرة كانت نسبة 26.8% منها لديها أطفال تحت سن الثامنة عشر تعيش معهم، وبلغت نسبة الأزواج القاطنين مع بعضهم البعض 48.4% من أصل المجموع الكلي للأسر، ونسبة 10.7% من الأسر كان لديها معيلات من الإناث دون وجود شريك،  بينما كانت نسبة 3.8% من الأسر لديها معيلون من الذكور دون وجود شريكة وكانت نسبة 37.1% من غير العائلات. تألفت نسبة 31.4% من أصل جميع الأسر من عدة أفراد يعيشون في نفس المنزل ونسبة 16.4% كانت تتألف من شخص يعيش بمفرده يبلغ من العمر 65 عاماً أو أكثر. وبلغ متوسط حجم الأسرة المعيشية 2.38، أما متوسط حجم العائلات فبلغ 3.02.
بلغ العمر الوسطي للسكان 44.6 عاماً. وكانت نسبة 19.1% من القاطنين تحت سن الثامنة عشر، وكانت نسبة 7.3% بين الثامنة عشر والرابعة والعشرين عاماً، ونسبة 24.2% كانت واقعةً في الفئة العمرية ما بين الخامسة والعشرين والرابعة والأربعين عاماً، ونسبة 28.9% كانت ما بين الخامسة والأربعين والرابعة والستين، ونسبة 20.5% كانت ضمن فئة الخامسة والستين عاماً فما فوق. وتوزع التركيب الجنسي للسكان بنسبة 47.5% ذكور و52.5% إناث.

## المدن التوأمة
مدينة Santa Cruz da Graciosa هي مدينة توأمة لـبيبودي (ماساتشوستس).

## معرض صور

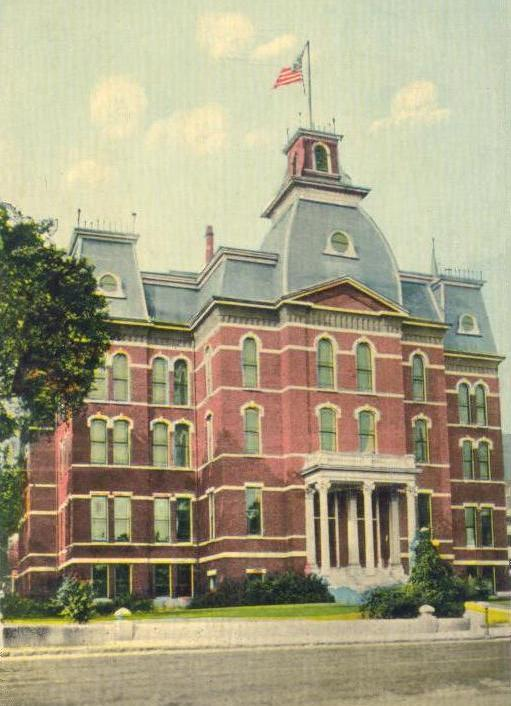
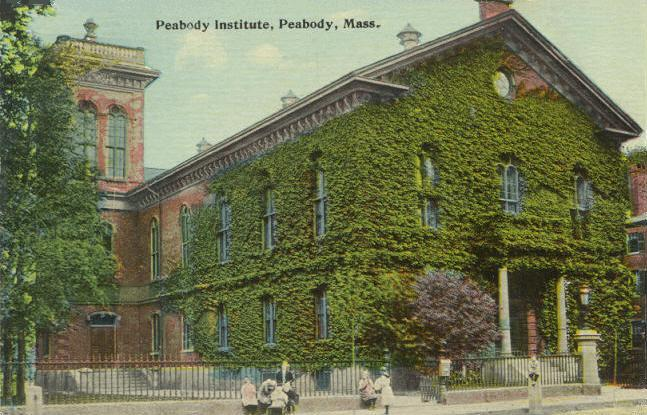
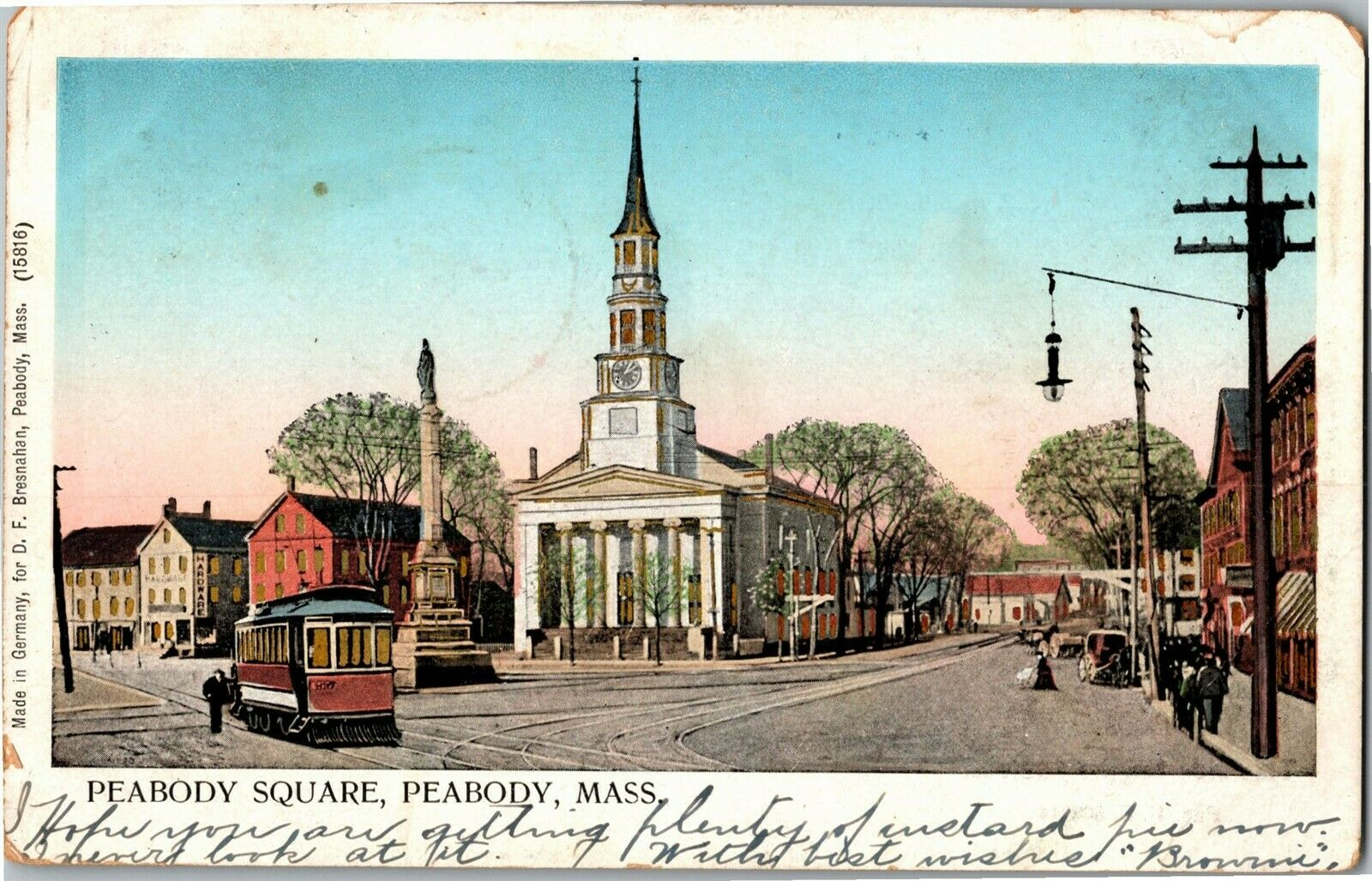

## أعلام
- ويتني سميث
- جاك ويلش
- فرانسيس روبنز ابتون
- تشيك ديفيز
- سام كينغ
- جورج بيبودي
- جون كينيدي
- ديفيد سميث

## وصلات خارجية
- الموقع الرسمي لمدينة بيبودي (بالإنجليزية)